# ناواهو دم (نیومکزیکو)
ناواهو دم (به انگلیسی: Navajo Dam) یک منطقهٔ مسکونی در ایالات متحده آمریکا است که در شهرستان سن خوآن، نیومکزیکو واقع شده‌است. ناواهو دم ۲۸۱ نفر جمعیت دارد و ۱٬۷۴۲٫۸۷ متر بالاتر از سطح دریا واقع شده‌است.